# Evacanthus fatuus
Evacanthus fatuus är en insektsart som beskrevs av Anufriev 1973. Evacanthus fatuus ingår i släktet Evacanthus och familjen dvärgstritar. Inga underarter finns listade i Catalogue of Life.